# Голам Реза Азгарі
Голам Реза Азгарі (перс. غلامرضا ازهاری; 1917 — 5 листопада 2001) — іранський військовик, державний і політичний діяч, прем'єр-міністр країни від кінця 1978 до початку 1979 року.

## Карьера
Народився в Ширазі, освіту здобував в іранській військовій академії. Пізніше навчався в Національному військовому коледжі (Вашингтон). Дослужився до звання генерал-майора Імператорської армії Ірану. Обіймав посаду командувача гвардії «Безсмертні», а пізніше був начальником Генерального штабу.
На початку листопада 1978 року Мохаммед Реза Пахлаві доручив Азгарі сформувати новий уряд. Основні міністерські посади в тому кабінеті зайняли вищі генерали шахської армії. Новий прем'єр-міністр розпочав придушення студентських заворушень, що виступали проти шаха. За наказом нового глави уряду в Тегеран були введені додаткові танкові підрозділи, місто оточили колони вантажних автомобілів. Особливо безпрецедентних заходів було вжито для охорони шахських палаців, урядових будівель і силових установ (МВС, штаб-квартира САВАК, Генеральний штаб тощо).
Військова влада заборонила громадські релігійні процесії, було закрито опозиційно-налаштовані газети. Уряд спрямував свої війська для придушення масових заворушень робітників у місцях нафтових родовищ. 21 грудня 1978 року генерал Азгарі заявив послу США, що шах вже не керує країною. Невдовзі у прем'єр-міністра стався серцевий напад. 4 січня 1979 року Голам Реза Азгарі склав повноваження голови уряду за станом здоров'я.